# 戈壁鱷科
戈壁鱷科（學名：Gobiosuchidae）是鱷形超目的一科，生存於白堊紀晚期的蒙古戈壁沙漠。
戈壁鱷科目前包含兩屬：戈壁鱷、刺蝟鱷。

## 共有衍徵
根據迪亞戈·玻爾（Diego Pol）與馬克·諾瑞爾（Mark Norell）在2004年的研究，戈壁鱷科包含以下共有衍徵：
- 沒有外部外下頜孔（External mandibular  fenestra）
- 至少兩排平行的背部皮內成骨（Osteoderms）
- 顱骨板的寬度與頭骨腹面接近
- 眼瞼骨（Palpebral bone）與頂骨、其他骨頭的接觸，使眼瞼骨不成圓形
- 顴骨上突的外面往後外側延伸
- 顴骨的後面，在下顳孔（Infratemporal fenestra）之下，有縱向稜脊
- 鱗狀骨後外側突的背面有三個縱向稜脊
- 隅骨腹面有銳利的稜脊
- 上隅骨的背外側面有縱向稜脊
- 皮內成骨的背面有稜脊，往前外側與前內側延伸
- 人字形骨的側面、腹面覆蓋皮內成骨，這些皮內成骨也與背面皮內成骨接觸
- 四肢覆蓋皮內成骨
- 上顳孔（Supratemporal fenestra）閉合或部份閉合

## 外部連結
- Pol & Norell (2004)[永久]